# Haumühle (Bad Königshofen im Grabfeld)
Haumühle ist ein Gemeindeteil der Stadt Bad Königshofen im Grabfeld im unterfränkischen Landkreis Rhön-Grabfeld in Bayern.

## Lage
Die Einöde liegt direkt am Weißbach östlich von Ipthausen.

## Geschichte
Der Ort wurde im Jahr 1432 als „die Hawen muel“ erstmals urkundlich erwähnt. Dann erneute Nennung 1444 als „‚Haubmohl“. 1574 „Haubmhul“. 1746 „Hau-Mühl“.
Die Bedeutung des Namens ist unsicher. Möglicherweise von mhd. Hou, Haw = Holzhieb, geschlagenen Waldabteilung, oder von den Personennamen Hawo. 3 km westlich fließt der Haubach.